# Ploesoma lenticulare
Ploesoma lenticulare is een raderdiertjessoort uit de familie Synchaetidae. De wetenschappelijke naam van deze soort is voor het eerst geldig gepubliceerd in 1885 door Herrick.